# Dendrochirus brachypterus
Dendrochirus brachypterus (лат.) — вид морских рыб семейства Скорпеновых (Scorpaenidae). 

## Ареал
Dendrochirus brachypterus широко распространена в тропических водах Индо-западной части Тихого океана, включая Красное море.

## Внешний вид
Карликовая крылатка достигает 17 сантиметров (6,7 дюйма) в длину. Карликовая крылатка — родственник крылатки — зебры

## Содержание
Время от времени он попадает в аквариумную торговлю.